# هیفیکه‌پونیه پوهامبا
هیفیکه‌پونیه لوکاس پوهامبا (به انگلیسی: Hifikepunye Lucas Pohamba) (زاده ۱۸ اوت ۱۹۳۵) یک سیاست‌مدار اهل نامیبیا است. وی از مارس ۲۰۰۵ تا مارس ۲۰۱۵ رئیس‌جمهور این کشور بود.
هیفیکه‌پونیه به عنوان نامزد حزب SWAPO، حزب حاکم نامیبیا، برنده انتخابات سال ۲۰۰۴ و دوباره در سال ۲۰۰۹، به این سمت انتخاب شد. او همچنین رئیس حزب SWAPO از نوامبر ۲۰۰۷ تا آوریل ۲۰۱۵ بود.
با شروع استقلال نامیبیا در سال ۱۹۹۰، پوهامبا، وزیر امور خارجه خانه بین سال‌های ۱۹۹۰ تا ۱۹۹۵، وزیر شیلات از سال ۱۹۹۵ تا سال ۱۹۹۷، وزیر بدون نمونه کارها بود از سال ۱۹۹۷ تا سال ۲۰۰۰ و وزیر امور اراضی از سال ۲۰۰۱ تا ۲۰۰۵ بوده‌است.
پوهامیا، دبیرکل حزب SWAPO از سال ۱۹۹۷ تا ۲۰۰۲ و نایب رئیس همین حزب از سال ۲۰۰۲ تا ۲۰۰۷ بود و از نوامبر ۲۰۰۷ تا آوریل ۲۰۱۵ به عنوان رئیس این حزب فعالیت می‌کرد.

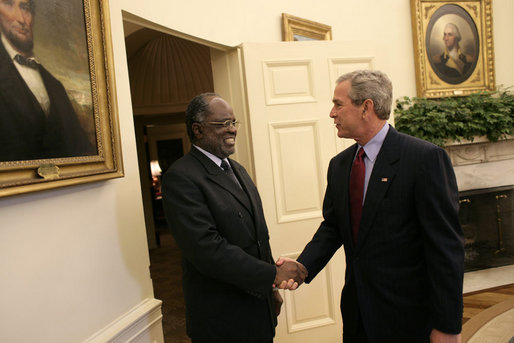
پوهامیا با رئیس‌جمهور ایالات متحده جورج دبلیو بوش در ژوئن ۲۰۰۵

پوهامبا در سال ۲۰۰۵، جایگزین سم نوجوما شد. نوجوما در ۲۱ مارس ۱۹۹۰ رئیس‌جمهور نامیبیا شده بود. نوجوما در سالهای ۱۹۹۴ و ۱۹۹۸ بار دیگر به این سمت برگزیده شد، پیش از آن قانون اساسی این کشور با این تغییر که رئیس‌جمهور می‌تواند تا سه دورهٔ پیاپی ریاست جمهوری به حکومت ادامه دهد، اصلاح شده بود. سرانجام در سال ۲۰۰۴ میلادی دورهٔ ریاست جمهوری نوجوما، منقضی شد.